# Max Fürbringer
Max Fürbringer (ur. 30 stycznia 1846, zm. 6 marca 1920 w Heidelbergu) – niemiecki anatom, profesor Uniwersytetu w Heidelbergu. Prowadził badania w dziedzinie anatomii porównawczej oraz taksonomii zwierząt. W 1888 r. wprowadził takson Hesperornithes.
Studiował na Uniwersytecie Jenie, gdzie był uczniem Carla Gegenbaura. Pracował jako prosektor pod kierunkiem Gegenbaura na Uniwersytecie w Heidelbergu, a następnie od 1888 objął profesurę w Jenie. W 1901 zastąpił Gegenbaura w Heidelbergu na stanowisku profesora i pozostał na tym stanowisku do 1912, kiedy to jego uczeń Hermann Braus przejął to stanowisko. 